# سیارک ۱۹۶۰۲
سیارک ۱۹۶۰۲ (به انگلیسی: 19602 Austinminor، نامگذاری:1999NK42) نوزده هزار و ششصد و دومین سیارک کشف شده‌است که در ۱۴ ژوئیه ۱۹۹۹ کشف شد.
قدر مطلق سیارک برابر ۱۲.۹ است.